# Список аэропортов Сан-Томе и Принсипи

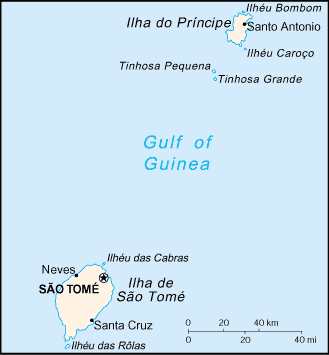
Карта Сан-Томе и Принсипи

Список аэропортов Сан-Томе и Принсипи:
Демократическая Республика Сан-Томе и Принсипи — португалоговорящее островное государство в Гвинейском заливе у западного экваториального побережья Африки. Он состоит из двух островов: Сан-Томе и Принсипи, расположенных примерно в 140 километрах друг от друга и примерно в 250 и 225 километрах,  от северо-западного побережья Габона. Сан-Томе и Принсипи расположены между островами Аннобон и Биоко, которые являются частью Экваториальной Гвинеи. Страна разделена на семь округов: шесть на Сан-Томе и один на Принсипи. Столица - город Сан-Томе.

## Список
| Город         | Остров   | ИКАО | ИАТА | Название                        | Координаты                       |
| ------------- | -------- | ---- | ---- | ------------------------------- | -------------------------------- |
| Порту-Алегри  | Сан-Томе | FPPA | PGP  | Аэропорт Порту-Алегри           | 00°02′ с. ш. 006°31′ в. д.       |
| Санту-Антонью | Принсипи | FPPR | PCP  | Аэропорт Принсипи               | 01°39′46″ с. ш. 007°24′42″ в. д. |
| Сан-Томе      | Сан-Томе | FPST | TMS  | Международный аэропорт Сан-Томе | 00°22′41″ с. ш. 006°42′44″ в. д. |